# 劉雅
劉 雅（りゅう が、生没年不詳）は、中国五胡十六国時代の漢（後の前趙）の政治家、武将、宗族。劉曜の一族。劉雅生とも記載される。

## 生涯
漢に仕え、安西将軍に任じられた。
311年8月、劉雅は平西将軍趙染と共に騎兵2万を率い、南陽王司馬模のいる長安を攻撃した。漢軍は潼関で晋軍を破り、将軍呂毅を討ち取った。漢軍が下邽に至ると、司馬模は趙染に降伏した。10月、安定郡太守賈疋は従事中郎索綝・護軍麹允・頻陽県令梁粛と共に5万を率いて長安を攻撃した。扶風郡太守梁綜および麹特・竺恢らもこれに呼応して10万を率いて合流した。劉雅は趙染と共にこれを防いだが、敗れて帰還した。
316年7月、劉曜が北地郡太守の麹昌を包囲すると、羌酋軍須は軍糧を麹昌に供給したが、劉雅がこれを破った。
317年12月、劉雅は劉粲と共に歩騎10万を率いて小平津に駐屯し、漢に反旗を翻した趙固討伐に向かった。劉雅らは趙固の守る洛陽を攻撃し、趙固は陽城山へ撤退した。
318年3月、李矩が郭黙・郭誦に命じて趙固を救援させ、耿稚・張皮を密かに渡河させて劉粲を夜襲すると、劉粲は陽郷に撤退し、耿稚は劉粲の砦に軍糧を集めて拠った。劉雅はこれを聞くと救援に駆けつけ、砦外に陣営を設けて耿稚と対峙した。劉聡が劉粲の敗北を聞いて太尉范隆に騎兵を率いて赴かせると、耿稚らは恐れて5000の兵を率いて包囲を突破し、北山に逃走して南へ向かった。劉勲がこれを追撃し、河陽で戦って耿稚を大破して3500人を殺害し、また河に投じて死亡した晋兵も1000人余りに及んだ。劉雅は左光禄大夫に任じられた。
8月、靳準の乱が起こると、西平へ逃れた。10月、劉曜が即位すると征北将軍に任じられ、劉策と共に汾陰に駐軍し、石勒と呼応して靳準を討たんとした。12月、靳明らが降伏すると、劉雅は劉策と共に靳明を迎え入れ、平陽の士女1万5000人を収容した。
劉曜の命により、劉雅は劉曜の母である胡氏の亡骸を平陽から迎え、粟邑に埋葬した。墓号を陽陵として、宣明皇太后と諡した。劉雅は車騎将軍に任じられた。
319年11月、屠各の路松多が新平と扶風で挙兵して晋王司馬保に帰順すると、司馬保は楊曼を雍州刺史に、王連を扶風郡太守に任じ、陳倉を守らせた。劉雅は平西将軍の劉厚と共に陳倉の楊曼を攻撃した。だが、20日経っても趙軍は勝てなかったので、劉曜は自ら中外の精鋭を率いて、攻撃に参加した。劉曜は劉雅らに命じ、包囲を解いて陣の守りを固め、本隊の到着を待つように指示した。
320年1月、劉曜と合流すると、共に陳倉を攻め、楊曼と王連を撃破した。 続けざまに草壁・安定を陥落させると、軍を引いて長安に戻った。劉雅は大司徒に任じられた。また、中山王に封じられた。
6月、光禄大夫の游子遠は劉曜と異民族政策で対立し、獄に繋がれた。句渠知が反乱を起こすと、游子遠は獄中から再び上表し、劉曜を諫めた。劉曜は大いに怒り、游子遠を誅殺しようとしたが、劉雅は「游子遠は幽閉されたのにもかかわらず、諫言を行いました。これは社稷の臣と呼ばれる立派な行いで、自分の命よりも国を思ってることの現れです。もし陛下が游子遠を用いなかったとしても、殺してよい理由にはなりません。もし朝に游子遠を誅するならば、我らは夜には命を絶ち、それをもって陛下の誤りを明らかにしましょう。天下の人は皆、陛下の下から去り、西海で死ぬことでしょう。そうなれば陛下は、誰と行動を共にするつもりですか。」と述べ、これを諫めた。これを聞いた劉曜は怒りを収め、游子遠を許した。
323年6月、劉雅は太宰に任じられ、剣履上殿、入朝不趨、賛拝不名の特権を与えられた。また、1000の歩兵と100の騎兵を与えられ、甲仗100人を入殿させた。班剣を60に増やし、前後の鼓吹の各二部を増加させた。 